# Armida (imię)
Armida – imię żeńskie pochodzenia włoskiego, które rozpowszechniło się dzięki poematowi Torquata Tassa La Gerusalemme liberata (Jerozolima wyzwolona) z 1581 roku, w którym jedna z postaci nosi imię Armida. W związku z tym, że Jerozolima wyzwolona była chętnie wykorzystywana przez twórców operowych, imię to noszą także postaci z oper Rinaldo G.F. Händla, Armida w egipskim obozie A. Vivaldiego, Armida J. Haydna, Armida A. Salieriego, Armida porzucona N. Jommellego, Armida Ch.W. Glucka, Armida G. Rossiniego, Armida C.H. Grauna, Armida J.-B. Lully'ego, Armida A. Dvořáka oraz z kantaty Armida J. Myslivečka.
Armida imieniny obchodzi 15 sierpnia.